# Limonia flavipes
Limonia flavipes är en tvåvingeart som först beskrevs av Fabricius 1787.  Limonia flavipes ingår i släktet Limonia och familjen småharkrankar. Arten är reproducerande i Sverige. Inga underarter finns listade i Catalogue of Life.